# Podalia pedacioides
Podalia pedacioides is een vlinder uit de familie van de Megalopygidae. De wetenschappelijke naam van de soort is voor het eerst geldig gepubliceerd in 1916 door Dognin.